# Lucéram
Lucéram (Occitaans: Luceram; Italiaans (verouderd): Lucerame) is een gemeente in het Franse departement Alpes-Maritimes (regio Provence-Alpes-Côte d'Azur). De plaats maakt deel uit van het arrondissement Nice. Lucéram telde op 1 januari 2022 1.249 inwoners.

## Geografie
De oppervlakte van Lucéram bedroeg op 1 januari 2022 65,52 vierkante kilometer; de bevolkingsdichtheid was toen 19,1 inwoners per km².
De onderstaande kaart toont de ligging van Lucéram met de belangrijkste infrastructuur en aangrenzende gemeenten.

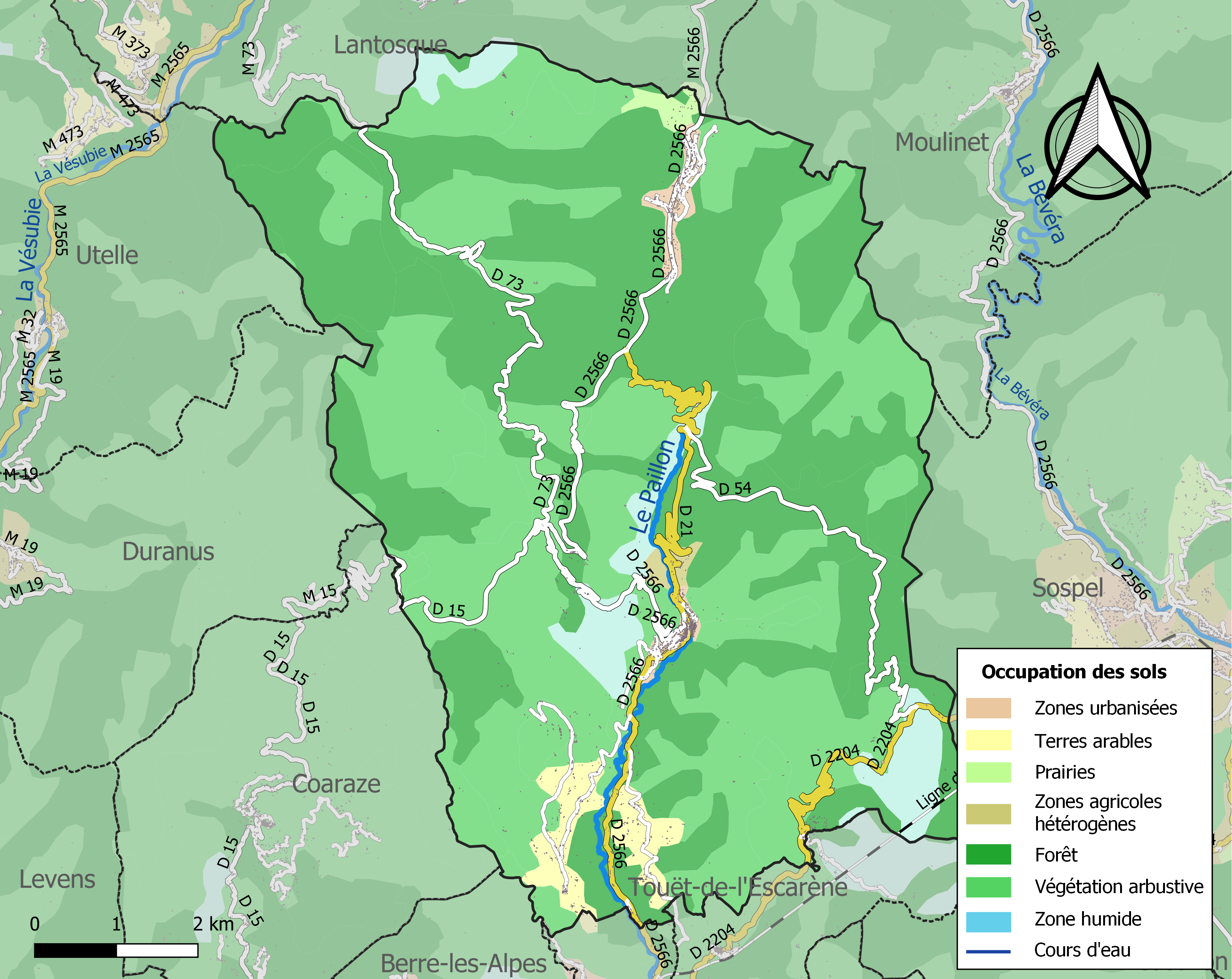

## Demografie
Onderstaande figuur toont het verloop van het inwonertal (bron: INSEE-tellingen).
Vanwege een beveiligingsprobleem met de MediaWiki Graph-software is het momenteel niet mogelijk deze grafiek weer te geven. Zodra de software is bijgewerkt zal de grafiek vanzelf weer zichtbaar worden.